# Ivo Adam
Ivo Adam (* 4. November 1977) ist ein Schweizer Kochweltmeister, Fernsehkoch und Buchautor.

## Leben
Nach der Schule in Biel absolvierte er eine Lehre zum Koch im Hotel Krone in Aarberg von 1994 bis 1997. Von 1997 bis 1998 arbeitete er als Chef de partie im Restaurant Hirschen in Lyss. 1998 bis 2000 liess er sich bei der Confiserie Progin in Biel zum Konditor-Confiseur ausbilden und arbeitete anschliessend kurzfristig als Chef-Patissier im Hotel Bern in Bern und wechselte dann zum Hotel Schweizerhof in Bern, wo er die Stelle als Sous-Chef annahm. Er blieb dort bis ins Jahr 2001. Von 2001 bis 2004 studierte er an der Hotelfachschule in Thun und schloss mit dem Diplom als Hotelier ab. Während seines Studiums genoss er etliche Weiterbildungen im In- und Ausland. So absolvierte er Kochweiterbildungsaufenthalte in Glasgow, Singapur und Luxemburg und ein Service-Praktikum in Olten.
Ivo Adam war Mitglied der Schweizer Kochnationalmannschaft von 2000 bis 2003 und gewann mit dem Team bei den Kocholympiade 2001 in Erfurt zweimal Gold und wurde Europameister. 2001 gewann er in Glasgow die Weltmeisterschaft in der kalten Küche. 2002 gewann er mit dem Team die Weltmeisterschaft und wurde in der Einzeldisziplin Kochweltmeister im Patisserieprogramm.
Von 2003 bis 2004 arbeitete Ivo Adam als Sous-Chef und 2. Küchenchef im Hotel Ferienart in Saas-Fee. 2004 gründete er die gastropos GmbH für gastronomische Konzeptentwicklungen und eröffnete zwei Restaurants Apropos, eines in Roggwil und eines in Oensingen. Das Restaurant in Roggwil wurde von Gault-Millau mit 15 Punkten ausgezeichnet. 2006 gab er die Restaurants wieder ab und eröffnete 2007 das Restaurant SEVEN in Ascona, welches ebenfalls zu Beginn 15 Punkte des Restaurantführers bekam. 2008 eröffnete er einen Ableger SEVEN easy und 2009 die Sushibar SEVEN asia in Ascona.
2012 und 2013 war Adam Moderator der Kochsendung Schwiizer Chuchi auf SRF 1.
Von 2016 bis 2022 war Ivo Adam Geschäftsleiter des neuen Casino Bern, das von ihm gastronomisch neu ausgerichtet wurde.

## Veröffentlichungen
- Ivo Adam, Roman Tschäppeler: Ivo Adam: Kochen, kombinieren, komponieren, Werd Verlag 2006, ISBN 3-8593-2527-2 (Buch)
- Ivo Adam, Chrischti Webr, Roman Tschäppeler, Tom Gasser: Räpzept, Werd Verlag 2006, ISBN 3-8593-2507-8 (Audiobuch)
- Ivo Adam, Roman Tschäppeler: A bis Z des guten Geschmacks, Echtzeit 2010, ISBN 3-9058-0044-6 (Buch)

## Auszeichnungen (Auswahl)
- 2001 – Kocholympiade in Erfurt, Gold, Europameister und Olympiasieger in Gemeinschaftsverpflegung
- 2001 – Kocholympiade in Erfurt, Gold mit der Schweizer Kochnationalmannschaft
- 2001 – Scott Hot Weltcup in Glasgow, Weltmeister kalte Küche mit der Schweizer Kochnationalmannschaft
- 2002 – Weltmeisterschaft in Singapur, Gesamtsieg Team der Schweizer Kochnationalmannschaft
- 2002 – Weltmeisterschaft in Singapur, Kochweltmeister in der Einzeldisziplin Patisserieprogramm
- 2002 – Ehrenauszeichnung des Schweizer Kochverbandes
- 2003 – Milestone Award Gewinner des Schweizer Tourismus-Verband
- 2004 – Doppelplatin-Auszeichnung mit einer Singleauskoppelung der Kochbuch-CD Räpzept
- 2006 – Most innovative cookbook of the year von Gourmand World Cookbook Award für „Ivo Adam: Kochen, Kombinieren, Komponieren“
- 2009 – Schönstes Kochbuch des Jahres, Goldenes Lorbeerblatt, Historica Gastonomica Helvetica; Gold Medal SIA Summit Awards, 2009, Portland, USA.